# Squanto
Squanto, també conegut com a Tisquantum (1591-1622) fou un cabdill wampanoag, qui amb el seu company Samoset va socórrer els pelegrims del Mayflower. El 1605 fou raptat per comerciants anglesos i dut a Anglaterra per George Weymouth. Allí va aprendre anglès, però fou venut com a esclau a Màlaga (Espanya), on fou rescatat per uns frares; el 1614 tornà a Amèrica amb comerciants que fundaren Plymouth. Els ajudà a passar l'hivern i els ensenyaria a caçar i pescar per a sobreviure a la zona. El 1618 anà a Terranova i el 1621 negocià un tractat amb els colons. Va morir d'unes febres, o potser de verola.